# Llista de topònims de Monistrol de Montserrat
Llista de topònims (noms propis de lloc) del municipi de Monistrol de Montserrat, al Bages
Informació actualitzada per un bot. Els canvis manuals es perdran quan s'actualitzi!

## carrer
| imatge | Nom                   | Ubicat a                | instància de | Detalls                                                      | coordenades                                                                      | Protecció                   | Commons (més fotos)                           | Dades a WD                    |
| ------ | --------------------- | ----------------------- | ------------ | ------------------------------------------------------------ | -------------------------------------------------------------------------------- | --------------------------- | --------------------------------------------- | ----------------------------- |
|        | carrer de Julià Fuchs | Monistrol de Montserrat | carrer       | Estil: arquitectura popular                                  | 41° 36′ 46″ N, 1° 50′ 35″ E / 41.612912°N,1.84319°E                              | bé cultural d'interès local | Carrer de Julià Fuchs                         | Modifica les dades a Wikidata |
|        | carrer de Sant Joan   | Monistrol de Montserrat | carrer       | Estil: arquitectura gòtica arquitectura popular 15th century | 41° 36′ 37″ N, 1° 50′ 38″ E / 41.610253°N,1.843874°E ca:C. de Sant Joan 162 msnm | bé cultural d'interès local | Carrer de Sant Joan (Monistrol de Montserrat) | Modifica les dades a Wikidata |

## casa
| imatge | Nom                                 | Ubicat a                | instància de | Detalls                                                      | coordenades                                                                                                   | Protecció                                  | Commons (més fotos)                  | Dades a WD                    |
| ------ | ----------------------------------- | ----------------------- | ------------ | ------------------------------------------------------------ | --- | ------------------------------------------ | ------------------------------------ | ----------------------------- |
|        | Cal Comes                           | Monistrol de Montserrat | casa         |                                                              | 41° 36′ 27″ N, 1° 50′ 55″ E / 41.6074273972312°N,1.84859794641534°E                                           |                                            |                                      | Modifica les dades a Wikidata |
|        | Can Cros                            | Monistrol de Montserrat | casa         | 19th century                                                 | 41° 36′ 31″ N, 1° 50′ 30″ E / 41.608492°N,1.841625°E ca:Afores del nucli urbà                                 | bé cultural d'interès local                | Can Cros (Monistrol de Montserrat)   | Modifica les dades a Wikidata |
|        | Can Pla                             | Monistrol de Montserrat | casa         | 20th century                                                 | 41° 36′ 38″ N, 1° 50′ 44″ E / 41.61046°N,1.84567°E ca:Pg. de la Canaleta - pl. de Doctor Carles Amat 138 msnm | bé cultural d'interès local                | Cal Pla (Monistrol de Montserrat)    | Modifica les dades a Wikidata |
|        | can Carlí i els Espilons            | Monistrol de Montserrat | casa         | Estil: arquitectura gòtica arquitectura barroca 17th century | 41° 36′ 39″ N, 1° 50′ 38″ E / 41.610886°N,1.843943°E ca:C. dels Espilons 166 msnm                             | bé cultural d'interès local                | Can Carlí i els Espilons             | Modifica les dades a Wikidata |
|        | can Coma                            | Monistrol de Montserrat | casa         | Estil: arquitectura modernista 20th century                  | 41° 36′ 31″ N, 1° 50′ 50″ E / 41.608611111111°N,1.8472222222222°E ca:Carretera C-55, km 13,8 140 msnm         | bé cultural d'interès local                | Can Coma (Monistrol de Montserrat)   | Modifica les dades a Wikidata |
|        | can Gibert                          | Monistrol de Montserrat | casa         | Estil: arquitectura popular 15th century                     | 41° 36′ 37″ N, 1° 50′ 39″ E / 41.610212°N,1.844271°E ca:C. Sant Joan 160 msnm                                 | bé integrant del patrimoni cultural català | Can Gibert (Monistrol de Montserrat) | Modifica les dades a Wikidata |
|        | can Japus                           | Monistrol de Montserrat | casa         | 20th century                                                 | 41° 36′ 32″ N, 1° 50′ 29″ E / 41.609011°N,1.841395°E ca:Cra. de la Trinitat, km 5,2 182 msnm                  | bé cultural d'interès local                | Can Japus                            | Modifica les dades a Wikidata |
|        | casa Cal Tupinamba                  | Monistrol de Montserrat | casa         | Estil: arquitectura gòtica arquitectura popular 14th century | 41° 36′ 37″ N, 1° 50′ 38″ E / 41.61018°N,1.843755°E ca:C. Sant Joan, 17 162 msnm                              | bé integrant del patrimoni cultural català | Cal Tupinamba                        | Modifica les dades a Wikidata |
|        | casa Doctor Juncà                   | Monistrol de Montserrat | casa         | Estil: noucentisme 20th century                              | 41° 36′ 46″ N, 1° 50′ 34″ E / 41.612656°N,1.842811°E ca:C. Julià Fuchs, 29 160 msnm                           | bé integrant del patrimoni cultural català | Casa Doctor Juncà                    | Modifica les dades a Wikidata |
|        | habitatge al carrer Julià Fuchs, 33 | Monistrol de Montserrat | casa         | Estil: arquitectura popular                                  | 41° 36′ 46″ N, 1° 50′ 35″ E / 41.612811°N,1.842952°E                                                          | bé integrant del patrimoni cultural català | Habitatge al carrer Julià Fuchs, 33  | Modifica les dades a Wikidata |
|        | habitatge al carrer Sant Pere, 4    | Monistrol de Montserrat | casa         | Estil: arquitectura popular                                  | 41° 36′ 38″ N, 1° 50′ 38″ E / 41.610432°N,1.843751°E                                                          | bé integrant del patrimoni cultural català | Habitatge al carrer Sant Pere, 4     | Modifica les dades a Wikidata |

## edifici
| imatge | Nom                        | Ubicat a                | instància de | Detalls                                  | coordenades                                                                                              | Protecció                                  | Commons (més fotos)                              | Dades a WD                    |
| ------ | -------------------------- | ----------------------- | ------------ | ---------------------------------------- | --- | ------------------------------------------ | ------------------------------------------------ | ----------------------------- |
|        | Caseta de la Maçanera      | Monistrol de Montserrat | edifici      |                                          | 41° 35′ 59″ N, 1° 50′ 13″ E / 41.5997079441029°N,1.83692765940842°E                                      |                                            |                                                  | Modifica les dades a Wikidata |
|        | Corraló al carrer Manresa  | Monistrol de Montserrat | edifici      |                                          | 41° 36′ 42″ N, 1° 50′ 37″ E / 41.611646°N,1.843633°E                                                     | bé cultural d'interès local                | Corraló al carrer Manresa                        | Modifica les dades a Wikidata |
|        | Escoles Noves              | Monistrol de Montserrat | edifici      | Estil: noucentisme                       | 41° 36′ 40″ N, 1° 50′ 34″ E / 41.611008°N,1.84284°E                                                      | bé cultural d'interès local                | Escoles Noves (Monistrol de Montserrat)          | Modifica les dades a Wikidata |
|        | Hostal de la Creu          | Monistrol de Montserrat | edifici      |                                          | 41° 36′ 36″ N, 1° 51′ 36″ E / 41.609963°N,1.859937°E ca:En la carena de la serra del Cul de la Portadora | bé cultural d'interès local                |                                                  | Modifica les dades a Wikidata |
|        | Palau Prioral de Monistrol | Monistrol de Montserrat | edifici      |                                          | 41° 36′ 38″ N, 1° 50′ 44″ E / 41.610568°N,1.84562°E                                                      | bé cultural d'interès local                | Palau Prioral de Monistrol                       | Modifica les dades a Wikidata |
|        | antiga Casa de la Vila     | Monistrol de Montserrat | edifici      | Estil: arquitectura popular 17th century | 41° 36′ 38″ N, 1° 50′ 39″ E / 41.610689°N,1.844214°E ca:C. Sant Pere - c. Manresa 161 msnm               | bé integrant del patrimoni cultural català | Antiga Casa de la Vila (Monistrol de Montserrat) | Modifica les dades a Wikidata |

## entitat singular de població
| imatge | Nom                     | Ubicat a                | instància de                                   | Detalls                                         | coordenades                                                                     | Protecció                   | Commons (més fotos) | Dades a WD                    |
| ------ | ----------------------- | ----------------------- | ---------------------------------------------- | ----------------------------------------------- | ------------------------------------------------------------------------------- | --------------------------- | ------------------- | ----------------------------- |
|        | Colònia Gomis           | Monistrol de Montserrat | entitat singular de població edifici           | Estil: arquitectura popular 19th century 86 hab | 41° 35′ 41″ N, 1° 51′ 10″ E / 41.5948°N,1.85267°E ca:Ctra. C-55, km 12 143 msnm | bé cultural d'interès local | Colònia Gomis       | Modifica les dades a Wikidata |
|        | Monestir de Montserrat  | Monistrol de Montserrat | entitat singular de població                   | 41 hab                                          | 41° 35′ 37″ N, 1° 50′ 15″ E / 41.59348912°N,1.83739873°E 727 msnm               |                             |                     | Modifica les dades a Wikidata |
|        | Monistrol de Montserrat | Monistrol de Montserrat | entitat singular de població capital municipal | 3027 hab                                        | 41° 37′ 00″ N, 1° 51′ 00″ E / 41.61667°N,1.85°E 160 msnm                        |                             |                     | Modifica les dades a Wikidata |
|        | Vilamarics              | Monistrol de Montserrat | entitat singular de població                   | 7 hab                                           | 41° 39′ 11″ N, 1° 48′ 53″ E / 41.65311894°N,1.81480523°E 288 msnm               |                             |                     | Modifica les dades a Wikidata |
|        | els Bacus               | Monistrol de Montserrat | entitat singular de població                   | 27 hab                                          | 41° 37′ 00″ N, 1° 51′ 18″ E / 41.61660752°N,1.85510771°E 189 msnm               |                             |                     | Modifica les dades a Wikidata |

## ermita
| imatge | Nom                                       | Ubicat a                | instància de | Detalls       | coordenades                                                                                | Protecció | Commons (més fotos)                           | Dades a WD                    |
| ------ | ----------------------------------------- | ----------------------- | ------------ | ------------- | ------------------------------------------------------------------------------------------ | --------- | --------------------------------------------- | ----------------------------- |
|        | Ermita de Sant Benet                      | Monistrol de Montserrat | ermita       |               | 41° 35′ 36″ N, 1° 49′ 52″ E / 41.5934252009637°N,1.83112527583618°E 986 msnm               |           | Ermita de Sant Benet (Montserrat)             | Modifica les dades a Wikidata |
|        | Ermita de Sant Dimes                      | Monistrol de Montserrat | ermita       |               | 41° 35′ 42″ N, 1° 50′ 15″ E / 41.5951203864438°N,1.83752597270313°E 910 msnm               |           | Ermita de Sant Dimes                          | Modifica les dades a Wikidata |
|        | Ermita de Sant Jeroni                     | Monistrol de Montserrat | ermita       |               | 41° 36′ 16″ N, 1° 48′ 49″ E / 41.604334°N,1.813489°E 1147 msnm                             |           | Ermita de Sant Jeroni (Montserrat)            | Modifica les dades a Wikidata |
|        | Ermita de Sant Salvador de Montserrat     | Monistrol de Montserrat | ermita       |               | 41° 35′ 45″ N, 1° 49′ 49″ E / 41.5957037932886°N,1.83022024947145°E 1075 msnm              |           | Ermita de Sant Salvador de Montserrat         | Modifica les dades a Wikidata |
|        | Ermita de la Santíssima Trinitat          | Monistrol de Montserrat | ermita       |               | 41° 35′ 47″ N, 1° 50′ 01″ E / 41.5965139750292°N,1.83372130269205°E 966 msnm               |           | Ermita de la Santíssima Trinitat (Montserrat) | Modifica les dades a Wikidata |
|        | Sant Antoni de Montserrat                 | Monistrol de Montserrat | ermita       |               | 41° 36′ 04″ N, 1° 49′ 14″ E / 41.6010642279122°N,1.82064362401416°E 1095 msnm              |           | Sant Antoni de Montserrat                     | Modifica les dades a Wikidata |
|        | Sant Iscle i Santa Victòria de Montserrat | Monistrol de Montserrat | ermita       |               | 41° 35′ 40″ N, 1° 50′ 24″ E / 41.59444444444444°N,1.8399°E ca:Jardins de l'Abadia 730 msnm |           | Sant Iscle i Santa Victòria de Montserrat     | Modifica les dades a Wikidata |
|        | ermita de Santa Anna                      | Monistrol de Montserrat | ermita       | Estat: ruïnós | 41° 35′ 31″ N, 1° 49′ 46″ E / 41.592063°N,1.829578°E Montserrat                            |           | Ermita de Santa Anna (Montserrat)             | Modifica les dades a Wikidata |

## església
| imatge | Nom                                       | Ubicat a                | instància de     | Detalls                                                               | coordenades | Protecció                                  | Commons (més fotos)                    | Dades a WD                    |
| ------ | ----------------------------------------- | ----------------------- | ---------------- | --------------------------------------------------------------------- | --- | ------------------------------------------ | -------------------------------------- | ----------------------------- |
|        | Mare de Deu del Roser de la Colònia Gomis | Monistrol de Montserrat | església capella | Arquitecte: Alexandre Soler i March Estil: historicisme arquitectònic | 41° 35′ 42″ N, 1° 51′ 10″ E / 41.5951°N,1.8529°E                                                                                           | bé cultural d'interès local                |                                        | Modifica les dades a Wikidata |
|        | Sant Antolí de Monistrol de Montserrat    | Monistrol de Montserrat | església         | Estil: arquitectura gòtica                                            | 41° 37′ 07″ N, 1° 51′ 27″ E / 41.618611111111°N,1.8575°E                                                                                   | bé cultural d'interès local                | Sant Antolí de Monistrol de Montserrat | Modifica les dades a Wikidata |
|        | Sant Esteve de Vilamarics                 | Monistrol de Montserrat | església         | Estil: arquitectura romànica                                          | 41° 39′ 13″ N, 1° 49′ 05″ E / 41.6536°N,1.81799°E ca:Vilamarics. Entre els municipis de Castellbell i el Vilar i Sant Vicenç de Castellet. | bé integrant del patrimoni cultural català | Sant Esteve de Vilamarics              | Modifica les dades a Wikidata |
|        | Sant Pere de Monistrol                    | Monistrol de Montserrat | església         | Estil: arquitectura del Renaixement 1570                              | 41° 36′ 38″ N, 1° 50′ 38″ E / 41.6106°N,1.84387°E ca:Nucli urbà. Carrer de Sant Pere.                                                      | bé cultural d'interès local                | Sant Pere de Monistrol de Montserrat   | Modifica les dades a Wikidata |
|        | capella de l'Àngel                        | Monistrol de Montserrat | església         | Estil: arquitectura popular 17th century                              | 41° 36′ 42″ N, 1° 50′ 31″ E / 41.611666°N,1.842036°E ca:carrer de Sant Jaume 204 msnm                                                      | bé cultural d'interès local                | Capella de l'Àngel                     | Modifica les dades a Wikidata |

## estació de ferrocarril
| imatge | Nom                                | Ubicat a                             | instància de                                | Detalls                       | coordenades                                                       | Protecció                                  | Commons (més fotos)                   | Dades a WD                    |
| ------ | ---------------------------------- | ------------------------------------ | ------------------------------------------- | ----------------------------- | ----------------------------------------------------------------- | ------------------------------------------ | ------------------------------------- | ----------------------------- |
|        | Estació d'Aeri de Montserrat       | Monistrol de Montserrat Esparreguera | estació de ferrocarril estació de telefèric |                               | 41° 35′ 27″ N, 1° 51′ 11″ E / 41.590875°N,1.8531805555556°E       |                                            | Aeri de Montserrat train station      | Modifica les dades a Wikidata |
|        | Estació de Monistrol Vila          | Monistrol de Montserrat              | estació de ferrocarril edifici              | Estil: arquitectura eclèctica | 41° 36′ 55″ N, 1° 50′ 38″ E / 41.6153°N,1.84389°E                 |                                            | Monistrol Vila train station          | Modifica les dades a Wikidata |
|        | Estació de Monistrol de Montserrat | Monistrol de Montserrat              | estació de ferrocarril edifici              | Estil: arquitectura eclèctica | 41° 36′ 37″ N, 1° 50′ 57″ E / 41.610338888889°N,1.8491222222222°E | bé integrant del patrimoni cultural català | Monistrol de Montserrat train station | Modifica les dades a Wikidata |
|        | Estació de Montserrat-Monestir     | Monistrol de Montserrat              | estació de ferrocarril                      |                               | 41° 35′ 35″ N, 1° 50′ 17″ E / 41.592933°N,1.838123°E              |                                            | Montserrat-Monestir train station     | Modifica les dades a Wikidata |

## masia
| imatge | Nom                      | Ubicat a                | instància de | Detalls                     | coordenades | Protecció | Commons (més fotos) | Dades a WD                    |
| ------ | ------------------------ | ----------------------- | ------------ | --------------------------- | --- | --------- | ------------------- | ----------------------------- |
|        | Cal Felincó              | Monistrol de Montserrat | masia        |                             | 41° 39′ 15″ N, 1° 48′ 49″ E / 41.654295146326°N,1.81358411076498°E 286 msnm                                                     |           |                     | Modifica les dades a Wikidata |
|        | Can Llorenç              | Monistrol de Montserrat | masia        |                             | 41° 39′ 13″ N, 1° 49′ 20″ E / 41.653602°N,1.822182°E 235 msnm                                                                   |           |                     | Modifica les dades a Wikidata |
|        | Can Pere Vila            | Monistrol de Montserrat | masia        |                             | 41° 39′ 25″ N, 1° 49′ 02″ E / 41.65686993618641°N,1.8173146247863772°E                                                          |           |                     | Modifica les dades a Wikidata |
|        | Can Vicenç de la Riera   | Monistrol de Montserrat | masia        |                             | 41° 39′ 07″ N, 1° 48′ 43″ E / 41.6520529816962°N,1.81189593181372°E 231 msnm                                                    |           |                     | Modifica les dades a Wikidata |
|        | Casa de Montclar         | Monistrol de Montserrat | masia        |                             | 41° 39′ 07″ N, 1° 48′ 48″ E / 41.6520329621218°N,1.81344548833009°E 232 msnm                                                    |           |                     | Modifica les dades a Wikidata |
|        | el Pinyol                | Monistrol de Montserrat | masia        |                             | 41° 37′ 09″ N, 1° 50′ 08″ E / 41.6190506317293°N,1.83559589181993°E 283 msnm                                                    |           |                     | Modifica les dades a Wikidata |
|        | el Piteu                 | Monistrol de Montserrat | masia        | Estil: arquitectura popular | 41° 37′ 20″ N, 1° 49′ 56″ E / 41.622283609071°N,1.8321126255513°E ca:Als afores del nucli urbà, en la obaga del Piteu 300 msnm  |           |                     | Modifica les dades a Wikidata |
|        | els Bacus                | Monistrol de Montserrat | masia        |                             | 41° 37′ 03″ N, 1° 51′ 20″ E / 41.6175570870814°N,1.85548744351203°E 158 msnm                                                    |           |                     | Modifica les dades a Wikidata |
|        | l'Alzina                 | Monistrol de Montserrat | masia        |                             | 41° 39′ 07″ N, 1° 49′ 06″ E / 41.6519223264633°N,1.81844334406538°E                                                             |           |                     | Modifica les dades a Wikidata |
|        | la Casa Nova de l'Alzina | Monistrol de Montserrat | masia        |                             | 41° 39′ 08″ N, 1° 49′ 04″ E / 41.6522586010933°N,1.81786075370187°E                                                             |           |                     | Modifica les dades a Wikidata |
|        | la Graella               | Monistrol de Montserrat | masia        |                             | 41° 36′ 34″ N, 1° 50′ 28″ E / 41.609374°N,1.841004°E 175 msnm                                                                   |           | La Graella          | Modifica les dades a Wikidata |
|        | la Torre de la Figa      | Monistrol de Montserrat | masia        |                             | 41° 36′ 47″ N, 1° 50′ 55″ E / 41.61308°N,1.848634°E 182 msnm                                                                    |           |                     | Modifica les dades a Wikidata |
|        | les Escometes            | Monistrol de Montserrat | masia        | Estil: arquitectura popular | 41° 37′ 02″ N, 1° 49′ 47″ E / 41.617137°N,1.829632°E ca:Afores del nucli urbà, entre les carenes del Piteu i del Pinyó 303 msnm |           |                     | Modifica les dades a Wikidata |

## muntanya
| imatge | Nom                   | Ubicat a                                        | instància de | Detalls | coordenades | Protecció | Commons (més fotos)        | Dades a WD                    |
| ------ | --------------------- | ----------------------------------------------- | ------------ | ------- | --- | --------- | -------------------------- | ----------------------------- |
|        | Cul de Portadora      | Monistrol de Montserrat Esparreguera Vacarisses | muntanya     |         | 41° 35′ 32″ N, 1° 51′ 48″ E / 41.5923°N,1.86344°E 461 msnm                                                        |           | Cul de Portadora           | Modifica les dades a Wikidata |
|        | Montcau (Montserrat)  | Marganell Monistrol de Montserrat               | muntanya     |         | 1206 msnm |           |                            | Modifica les dades a Wikidata |
|        | Sant Jeroni           | Marganell el Bruc Monistrol de Montserrat       | muntanya     |         | 41° 36′ 19″ N, 1° 48′ 41″ E / 41.6053835626°N,1.81150454088°E ca:Muntanya de Montserrat. Est del terme. 1237 msnm |           | Sant Jeroni (Montserrat)   | Modifica les dades a Wikidata |
|        | Turó de la Bestorre   | Monistrol de Montserrat                         | muntanya     |         | 196.3 msnm |           |                            | Modifica les dades a Wikidata |
|        | Turó de la Salindanga | Monistrol de Montserrat Castellbell i el Vilar  | muntanya     |         | 41° 37′ 09″ N, 1° 51′ 44″ E / 41.6193°N,1.86209°E 212.2 msnm                                                      |           |                            | Modifica les dades a Wikidata |
|        | el Cavall Bernat      | Monistrol de Montserrat Marganell               | muntanya     |         | 41° 36′ 02″ N, 1° 49′ 22″ E / 41.60067472°N,1.82273056°E 1110.7 msnm                                              |           | Cavall Bernat (Montserrat) | Modifica les dades a Wikidata |
|        | el Moro               | Marganell Monistrol de Montserrat               | muntanya     |         | 41° 36′ 13″ N, 1° 48′ 57″ E / 41.60351667°N,1.81573333°E 1206 msnm                                                |           | El Moro (Montserrat)       | Modifica les dades a Wikidata |
|        | l'Elefant             | Monistrol de Montserrat                         | muntanya     |         | 41° 35′ 45″ N, 1° 49′ 47″ E / 41.5957799591°N,1.82973892266°E 1156 msnm                                           |           | L'Elefant (Montserrat)     | Modifica les dades a Wikidata |
|        | la Panxa del Bisbe    | Monistrol de Montserrat                         | muntanya     |         | 41° 35′ 37″ N, 1° 49′ 38″ E / 41.593513°N,1.827253°E Montserrat 1046 msnm                                         |           | La Panxa del Bisbe         | Modifica les dades a Wikidata |

## polígon industrial
| imatge | Nom                                      | Ubicat a                | instància de       | Detalls | coordenades                                                         | Protecció | Commons (més fotos) | Dades a WD                    |
| ------ | ---------------------------------------- | ----------------------- | ------------------ | ------- | ------------------------------------------------------------------- | --------- | ------------------- | ----------------------------- |
|        | Polígon industrial El Mas                | Monistrol de Montserrat | polígon industrial |         | 41° 37′ 01″ N, 1° 51′ 02″ E / 41.6169495319145°N,1.85056506764256°E |           |                     | Modifica les dades a Wikidata |
|        | Polígon industrial El Tortuguer-Can Prat | Monistrol de Montserrat | polígon industrial |         | 41° 37′ 06″ N, 1° 50′ 37″ E / 41.6184026034489°N,1.84367355486239°E |           |                     | Modifica les dades a Wikidata |

## pont
| imatge | Nom                       | Ubicat a                | instància de | Detalls                                                              | coordenades                                                                               | Protecció                                            | Commons (més fotos)                               | Dades a WD                    |
| ------ | ------------------------- | ----------------------- | ------------ | -------------------------------------------------------------------- | ----------------------------------------------------------------------------------------- | ---------------------------------------------------- | ------------------------------------------------- | ----------------------------- |
|        | Antic pont del cremallera | Monistrol de Montserrat | pont         | 1892                                                                 | 41° 37′ 00″ N, 1° 51′ 05″ E / 41.61658°N,1.85145°E ca:Sobre el riu Llobregat              |                                                      |                                                   | Modifica les dades a Wikidata |
|        | Pont de Santa Maria       | Monistrol de Montserrat | pont         |                                                                      | 41° 35′ 34″ N, 1° 50′ 16″ E / 41.5927184786306°N,1.83782103538033°E                       |                                                      |                                                   | Modifica les dades a Wikidata |
|        | Pont de les Guilleumes    | Monistrol de Montserrat | pont         |                                                                      | 41° 36′ 22″ N, 1° 49′ 42″ E / 41.6060239214068°N,1.82825773508747°E                       |                                                      |                                                   | Modifica les dades a Wikidata |
|        | Pont del Centenari        | Monistrol de Montserrat | pont         | Travessa: Llobregat Hi passa: Cremallera de Montserrat               | 41° 36′ 51″ N, 1° 50′ 55″ E / 41.6140555341648°N,1.84849206775181°E                       |                                                      | Pont del Centenari (Cremallera de Montserrat)     | Modifica les dades a Wikidata |
|        | Pont del Pas a Nivell     | Monistrol de Montserrat | pont         | Hi passa: Cremallera de Montserrat                                   | 41° 36′ 43″ N, 1° 50′ 09″ E / 41.6120735058224°N,1.83592541991451°E                       |                                                      |                                                   | Modifica les dades a Wikidata |
|        | Pont sobre el Llobregat   | Monistrol de Montserrat | pont         | Estil: arquitectura gòtica 1317 Travessa: Llobregat Estat: bon estat | 41° 36′ 38″ N, 1° 50′ 48″ E / 41.61057°N,1.846559°E ca:Nucli urbà, amunt el riu Llobregat | bé d'interès cultural bé cultural d'interès nacional | Pont sobre el Llobregat (Monistrol de Montserrat) | Modifica les dades a Wikidata |

## sender
| imatge | Nom                                     | Ubicat a                | instància de | Detalls | coordenades                                                                                          | Protecció | Commons (més fotos) | Dades a WD                    |
| ------ | --------------------------------------- | ----------------------- | ------------ | ------- | --- | --------- | ------------------- | ----------------------------- |
|        | Camí de les Canals o de les Aigües      | Monistrol de Montserrat | sender       |         | |           |                     | Modifica les dades a Wikidata |
|        | Camí de les Ermites                     | Monistrol de Montserrat | sender       |         | |           |                     | Modifica les dades a Wikidata |
|        | Camí dels Degotalls                     | Monistrol de Montserrat | sender       |         | 41° 35′ 41″ N, 1° 50′ 25″ E / 41.59474°N,1.84019°E 41° 36′ 04″ N, 1° 49′ 55″ E / 41.60105°N,1.8319°E |           | Camí dels Degotalls | Modifica les dades a Wikidata |
|        | Camí nou de San Jeroni                  | Monistrol de Montserrat | sender       |         | |           |                     | Modifica les dades a Wikidata |
|        | Coll de les Bruixes                     | Monistrol de Montserrat | sender       |         | |           |                     | Modifica les dades a Wikidata |
|        | De la Font Gran a la Font de l'Esquerrà | Monistrol de Montserrat | sender       |         | |           |                     | Modifica les dades a Wikidata |
|        | Drecera dels Tres Quarts                | Monistrol de Montserrat | sender       |         | |           |                     | Modifica les dades a Wikidata |

## túnel
| imatge | Nom                  | Ubicat a                | instància de | Detalls | coordenades                                                         | Protecció | Commons (més fotos) | Dades a WD                    |
| ------ | -------------------- | ----------------------- | ------------ | ------- | ------------------------------------------------------------------- | --------- | ------------------- | ----------------------------- |
|        | Túnel de Can Gomis   | Monistrol de Montserrat | túnel        |         | 41° 36′ 01″ N, 1° 51′ 23″ E / 41.6003182730685°N,1.85646410356297°E |           |                     | Modifica les dades a Wikidata |
|        | Túnel de Monistrol   | Monistrol de Montserrat | túnel        |         | 41° 36′ 40″ N, 1° 50′ 56″ E / 41.6110694488318°N,1.84891722985343°E |           |                     | Modifica les dades a Wikidata |
|        | Túnel de l'Àngel     | Monistrol de Montserrat | túnel        |         | 41° 36′ 44″ N, 1° 50′ 22″ E / 41.6123164243081°N,1.83946159899117°E |           |                     | Modifica les dades a Wikidata |
|        | Túnel de la Foradada | Monistrol de Montserrat | túnel        |         | 41° 36′ 48″ N, 1° 50′ 56″ E / 41.6134294792104°N,1.84893527804065°E |           |                     | Modifica les dades a Wikidata |
|        | Túnel dels Apòstols  | Monistrol de Montserrat | túnel        |         | 41° 35′ 43″ N, 1° 50′ 25″ E / 41.5952391568186°N,1.84036753066079°E |           |                     | Modifica les dades a Wikidata |

## Misc
| imatge | Nom                                       | Ubicat a | instància de                                      | Detalls | coordenades                                                                                               | Protecció                                            | Commons (més fotos)                                           | Dades a WD                    |
| ------ | ----------------------------------------- | --- | ------------------------------------------------- | --- | --- | ---------------------------------------------------- | ------------------------------------------------------------- | ----------------------------- |
|        | Aeri de Montserrat                        | Monistrol de Montserrat                                                                                        | telefèric                                         | Llarg: 1357m | 41° 35′ 27″ N, 1° 51′ 11″ E / 41.59078°N,1.85301°E                                                        |                                                      | Aeri de Montserrat                                            | Modifica les dades a Wikidata |
|        | Ajuntament de Monistrol de Montserrat     | Monistrol de Montserrat                                                                                        | casa consistorial                                 | Estil: arquitectura popular 16th century                                                                          | 41° 36′ 36″ N, 1° 50′ 33″ E / 41.609871°N,1.84262°E ca:Plaça de la Font Gran 155 msnm                     | bé integrant del patrimoni cultural català           | Ajuntament de Monistrol de Montserrat                         | Modifica les dades a Wikidata |
|        | Basílica de Mare de Déu de Montserrat     | Monistrol de Montserrat                                                                                        | basílica menor església abacial santuari nacional | | 41° 35′ 36″ N, 1° 50′ 17″ E / 41.59341324740659°N,1.837976365818014°E                                     |                                                      | Basilica de Montserrat                                        | Modifica les dades a Wikidata |
|        | Cal Cavallé                               | Monistrol de Montserrat                                                                                        | casa pairal                                       | Estil: historicisme arquitectònic                                                                                 | 41° 36′ 35″ N, 1° 50′ 35″ E / 41.6098°N,1.84292°E                                                         | bé cultural d'interès local                          | Cal Cavalle                                                   | Modifica les dades a Wikidata |
|        | Collcabiró                                | Monistrol de Montserrat                                                                                        | nucli de població                                 | | 41° 36′ 21″ N, 1° 50′ 46″ E / 41.6057634989222°N,1.84614339918951°E                                       |                                                      |                                                               | Modifica les dades a Wikidata |
|        | Coves Ronyoses                            | Monistrol de Montserrat                                                                                        | cova                                              | | 41° 35′ 34″ N, 1° 50′ 41″ E / 41.5926520792164°N,1.84463721034946°E                                       |                                                      |                                                               | Modifica les dades a Wikidata |
|        | Cremallera de Montserrat                  | Monistrol de Montserrat                                                                                        | línia de ferrocarril ferrocarril de cremallera    | Llarg: 5.238km | 41° 36′ 33″ N, 1° 50′ 18″ E / 41.6093°N,1.83832°E                                                         |                                                      | Cremallera de Montserrat                                      | Modifica les dades a Wikidata |
|        | Funicular de la Santa Cova                | Monistrol de Montserrat                                                                                        | funicular                                         | Llarg: 0.262km | 41° 35′ 33″ N, 1° 50′ 22″ E / 41.59242222°N,1.83945833°E                                                  |                                                      | Funicular de la Santa Cova                                    | Modifica les dades a Wikidata |
|        | La Bestorre                               | Monistrol de Montserrat                                                                                        | torre de sentinella                               | Estil: arquitectura romànica Estat: ruïnós Alt: 3.9m                                                              | 41° 36′ 33″ N, 1° 50′ 42″ E / 41.609123°N,1.845054°E Turó de la Bestorre                                  | bé d'interès cultural bé cultural d'interès nacional | La Bestorre                                                   | Modifica les dades a Wikidata |
|        | Llobregat                                 | Catalunya província de Barcelona Catalunya Central Àmbit Metropolità de Barcelona                              | riu                                               | Desemboca: mar Mediterrània Llarg: 175km Conca: 4948.3km²                                                         | 42° 16′ 57″ N, 2° 00′ 46″ E / 42.282412°N,2.012826°E 41° 18′ 08″ N, 2° 07′ 55″ E / 41.302248°N,2.131948°E |                                                      | Llobregat                                                     | Modifica les dades a Wikidata |
|        | Mirador dels Apòstols                     | Monistrol de Montserrat                                                                                        | indret                                            | | 41° 35′ 40″ N, 1° 50′ 29″ E / 41.5943392826542°N,1.84134352114314°E Montserrat 715 msnm                   |                                                      | Mirador dels Apòstols                                         | Modifica les dades a Wikidata |
|        | Monistrol Residencial                     | Monistrol de Montserrat                                                                                        | assentament humà                                  | | 41° 36′ 42″ N, 1° 51′ 05″ E / 41.61167067088°N,1.8515066927293°E 160 msnm                                 |                                                      |                                                               | Modifica les dades a Wikidata |
|        | Parc Natural de la Muntanya de Montserrat | el Bruc Collbató Monistrol de Montserrat Marganell Anoia Bages Baix Llobregat província de Barcelona Catalunya | àrea protegida                                    | | 41° 35′ 52″ N, 1° 48′ 53″ E / 41.597665°N,1.814705°E                                                      |                                                      | Montserrat Natural Park                                       | Modifica les dades a Wikidata |
|        | Via Crucis de Montserrat                  | Monistrol de Montserrat                                                                                        | Via Crucis                                        | Arquitecte: Enric Sagnier i Villavecchia                                                                          | 41° 35′ 32″ N, 1° 50′ 04″ E / 41.5921°N,1.83438°E                                                         | bé cultural d'interès local                          | Via Crucis de Montserrat                                      | Modifica les dades a Wikidata |
|        | aqüeducte de Cal Pla                      | Monistrol de Montserrat                                                                                        | aqüeducte pont                                    | Estil: arquitectura popular 16th century Estat: malmès                                                            | 41° 36′ 37″ N, 1° 50′ 42″ E / 41.610316°N,1.844978°E ca:Torrent de la Canaleta 140 msnm                   | bé cultural d'interès local                          | Aqüeducte Cal Pla                                             | Modifica les dades a Wikidata |
|        | creu de terme del Monestir de Montserrat  | Monistrol de Montserrat                                                                                        | creu de terme                                     | | 41° 35′ 35″ N, 1° 50′ 11″ E / 41.592983425953825°N,1.836303659612744°E                                    |                                                      | Creu de terme (Monestir de Montserrat)                        | Modifica les dades a Wikidata |
|        | la Font Gran                              | Monistrol de Montserrat                                                                                        | font                                              | Estil: arquitectura popular 1965                                                                                  | 41° 36′ 35″ N, 1° 50′ 33″ E / 41.6096°N,1.84237°E ca:Nucli urbà. Plaça de la Font Gran.                   | bé cultural d'interès local                          | La Font Gran (Monistrol de Montserrat)                        | Modifica les dades a Wikidata |
|        | la Mòmia                                  | Monistrol de Montserrat                                                                                        | formació rocosa                                   | | 41° 35′ 45″ N, 1° 49′ 52″ E / 41.59595550564913°N,1.831188921070085°E Montserrat                          |                                                      |                                                               | Modifica les dades a Wikidata |
|        | monestir de Montserrat                    | Monistrol de Montserrat                                                                                        | abadia benedictina                                | Estil: arquitectura romànica arquitectura gòtica arquitectura del Renaixement arquitectura eclèctica 11st century | 41° 35′ 35″ N, 1° 50′ 14″ E / 41.593194°N,1.837139°E 720 msnm                                             | bé cultural d'interès local                          | Monestir de Montserrat                                        | Modifica les dades a Wikidata |
|        | plaça del Bo-Bo                           | Monistrol de Montserrat                                                                                        | plaça                                             | Estil: arquitectura popular                                                                                       | 41° 36′ 38″ N, 1° 50′ 39″ E / 41.6105°N,1.84423°E                                                         | bé cultural d'interès local                          | Plaça del Bo-bo                                               | Modifica les dades a Wikidata |
|        | plàtan d'en Gibert                        | Monistrol de Montserrat                                                                                        | arbre singular                                    | 19th century Taxon: plàtan (Platanus ×hispanica) Ample: 26.1m Alt: 33m Perímetre: 4.45m                           | 41° 36′ 36″ N, 1° 50′ 42″ E / 41.61003°N,1.84508°E ca:Nucli urbà                                          | arbre monumental                                     | Plàtan d'en Gibert                                            | Modifica les dades a Wikidata |
|        | riera de Marganell                        | Marganell el Bruc Castellbell i el Vilar Monistrol de Montserrat                                               | curs d'aigua                                      | Desemboca: Llobregat                                                                                              | 41° 36′ 38″ N, 1° 46′ 00″ E / 41.61067°N,1.766729°E 41° 38′ 27″ N, 1° 51′ 27″ E / 41.640933°N,1.857388°E  |                                                      |                                                               | Modifica les dades a Wikidata |
|        | sepulcre de Joan II de Ribagorça          | Monistrol de Montserrat                                                                                        | sepulcre                                          | Dedicat a: Joan II de Ribagorça                                                                                   | monestir de Montserrat                                                                                    |                                                      | Tomb of Juan de Aragón y de Jonqueras, 2nd count of Ribagorza | Modifica les dades a Wikidata |
|        | serra de Cul de Portadora                 | Monistrol de Montserrat Vacarisses                                                                             | serra                                             | | 41° 36′ 04″ N, 1° 51′ 44″ E / 41.6011°N,1.86236°E 461.3 msnm                                              |                                                      |                                                               | Modifica les dades a Wikidata |